# Титов воз на Оштрељу
44° 28′ 40″ N 16° 24′ 08″ E / 44.47778° С; 16.40222° И
Титов воз на Оштрељу налази се у близини центра Оштреља, у општини Босански Петровац, Босна и Херцеговина. Проглашен је националним спомеником Босне и Херцеговине.

## Локација
Налази се близу центра насеља Оштрељ, 25–30 м десно од главног пута М14.2 (Босански Петровац – Дрвар), у близини некадашњег шумског пута који је водио до Јаворове косе – Осјеченице, ускотрачне Штајнбајсове железничке пруге која је повезивала Дрвар са Срнетицом.

## Историја
Током Другог светског рата железничку пругу на подручју Оштреља у више наврата су користили партизани, а у управи железнице НДХ у Загребу, све време је била означена црвеном бојом - не ради .

### Титов боравак на Оштрељу
У другој половини 1942. године, руководство Народноослободилачког рата Југославије налазило се у Босанском Петровцу:
- део Врховног штаба НОВ и ПОЈ,
- део Централног комитета КПЈ и СКОЈ-а ,
- Одељење за војну позадину
- Економски одсек
- Технички одсек
- Санитетски одсек

Врховни штаб Народноослободилачке војске Југославије, са Јосипом Брозом Титом, стигао је у Оштрељ из правца Млиништа 8. октобра 1942. године и сместио се у воз од три поштанска вагона. У једном вагону био је Тито са руководством, у другом пратећа чета (обезбеђење), а у трећем економат. Оштрељ је тада био део слободне територије Бихаћке Републике. У то време ова локомотива и воз били су једини воз који је саобраћао на територији Европе коју није окупирала Немачка. 
Због хладноће, две недеље касније, заједно са Централним комитетом Комунистичке партије Југославије, Тито се преселио у Босански Петровац, затим у Бихаћ, где је боравио у Старом граду Острожац.

## Опис
Парна локомотива са ознаком znov n. 12 Maffei 2438/1904 произведена је од стране немачке компаније Krauss-Maffei 1904. године. Локомотива је имала максималну брзину од 25 km/h. Ознака осовине према немачком систему обележавања је била B´Bt-n4v(12). Саобраћала је искључиво на пругама Штајнбајс-Шипад.
Поштански, двоосовински метални вагон Dn 5202, у коме је био смештен Тито, дугачак је 7,90 м. Током Титовог боравка у Оштрељу у октобру 1942. године, вагон је био подељен на два дела. У једном делу налазила се метална пећ, стационарна клупа и полица. У другом одељењу налазила се једна шира клупа (кревет), полица, сто и четири столице. Поштански вагони су споља били офарбани зеленом бојом, а изнутра обложени сивим целулозним папиром произведеним у фабрици целулозе у Дрвару. Током Другог светског рата, овај вагон је изгорео.
Током рестаураторских и конзерваторских радова изведених 2006. и 2007. године, возу је враћен изглед из ратног периода (ћирилични натпис Пролетерка, петокраке звезде на локомотиви, нумеричке ознаке - називи локомотива и вагона).

## Спољнашне везе
- општина Босански Петровац
- Партизански воз (фотографија) Архивирано 2017-10-14 на сајту  на Wayback Machine